# Schellenberg (Kinding)
Der Schellenberg (auch Schellenburg genannt) ist ein 494,5 m ü. NHN hoher Bergsporn der Fränkischen Alb (Frankenalb) bei Kinding im oberbayerischen Landkreis Eichstätt, auf dem der Ringwall Schellenburg liegt.

## Geographische Lage
Der Schellenberg erhebt sich zwischen Kinding im Nordosten und dessen Ortsteil Enkering im Westen. Er erstreckt sich von Nord nach Süd und bildet einen zirka 1 km langen Sporn der sich südlich anschließenden Jurahochfläche der Frankenalb. Seine Hänge fallen etwa 100 m in die Täler der Altmühl im Osten und ihrem dort einmündenden Zufluss Schwarzach im Norden und deren Zufluss Anlauter im Westen hin ab.

## Bauwerke

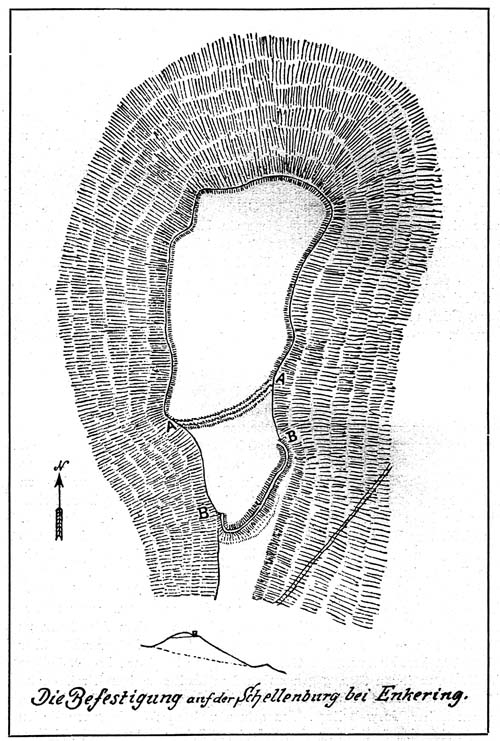
Höhensiedlung Schellenburg in einer Zeichnung von Friedrich Winkelmann 1926

Auf dem Schellenberg liegt der Ringwall Schellenburg, eine abgegangene, urnenfelderzeitliche Abschnittsbefestigung.
1993 errichtete die Deutsche Telekom einen Sendeturm (Funkumsetzer) auf dem Berg. 1994 wurde auf dem Schellenberg der archäologische Lehrpfad „Vorzeitfestung Schellenburg“ eröffnet. Durch den Berg führt der 650 m lange, 2005 in Betrieb genommene Schellenbergtunnel der Schnellfahrstrecke Nürnberg–Ingolstadt.
Wanderwege führen von Ilbling und Enkering auf den Schellenberg.